# Jaromír Jágr
Jaromír Jágr (* 15. února 1972 Kladno) je český hokejový útočník hrající od roku 2018 za český extraligový klub Rytíři Kladno, jehož je zároveň spoluvlastníkem. Dříve působil na nejvyšší světové úrovni v mnoha klubech NHL, z toho 11 let v Pittsburghu Penguins, a několik let hrál také v KHL za ruský tým Avangard Omsk. V Česku je spjatý s kladenským klubem, kde začínal a na závěr kariéry se sem zase vrátil. S českou reprezentací vyhrál olympijský hokejový turnaj a dvakrát mistrovství světa. Je celosvětově respektovanou a uznávanou osobností v oblasti sportu a řadí se mezi nejlepší lední hokejisty všech dob.
Historicky je mezi všemi hokejisty NHL co do počtu kanadských bodů druhý nejlepší po Wayneu Gretzkym a v tabulce nejlepších střelců NHL je čtvrtý. V NHL získal dvakrát Stanley Cup, pětkrát byl vítězem kanadského bodování sezóny a stal se nejproduktivnějším Evropanem hrajícím kdy v této soutěži. V roce 1999 dostal cenu pro nejužitečnějšího hokejistu NHL, třikrát byl hráčskou asociací zvolen nejlepším hráčem roku. Stal se také nejstarším hokejistou, který v NHL vstřelil hattrick.
V roce 2005 se Jágr spolu s Jiřím Šlégrem stal členem Triple Gold Clubu, jenž sdružuje hráče, kteří vyhráli všechny tři hlavní hokejové soutěže – Stanley Cup, olympijské hry a mistrovství světa. V roce 2008 byl uveden do Síně slávy českého hokeje a v roce 2024 do Síně slávy IIHF. Roku 2024 klub Pittsburgh Penguins také slavnostně vyřadil a vyvěsil dres s Jágrovým číslem 68.

## Osobní život
Pochází z Kladna, ze čtvrtě Ostrovec. Jeho rodina má dále statek v Hnidousích, kde Jágr později koupil další pozemky. V dětství také jezdil na prázdniny za svým dědečkem do Nezdic na Plzeňsku. Zde se také rozvíjely začátky jeho sportovní kariéry. Ráno brzy vstával a chodil s dědečkem trénovat hokej na lední plochu.
V Kladně začal studovat Střední průmyslovou školu stavební, studium však kvůli tréninkům nedokončil. V roce 2002 si doplnil vzdělání získáním maturity na Soukromém středním učilišti hotelového provozu.
Do svých třiceti let byl známý svým sázením v kasinech.
Jágr je pravoslavným křesťanem, pravidelně se modlí, čte Bibli a účastní se liturgie. V roce 1999 v rozhovoru pro slovenský deník SME uvedl: „Jsem věřící, stoprocentně věřící.“ Dne 2. srpna 2001 ho v chrámu Zesnutí přesvaté Bohorodice na pražském Žižkově pokřtil pražský pravoslavný arcibiskup Kryštof.
Je svobodný a bezdětný. Jeho partnerkami byla řada modelek či televizních moderátorek, jmenovitě Iva Kubelková, Nicol Lenertová, Andrea Verešová, Lucie Borhyová, Inna Puhajková a Veronika Kopřivová.

## Kariéra

### Pittsburgh Penguins (1990–2001)
Jaromír Jágr byl draftován týmem Pittsburgh Penguins jako celkově pátá volba 1. kola draftu v roce 1990. Jágrův otec byl původně proti, aby jeho syn hrál v 18 letech v zámoří, a to mimo jiné byl jeden z hlavních důvodů, proč byl draftován až jako číslo pět. Krom Pittsburghu, v osobě nového trenéra týmu Boba Johnsona, o něj měl velký zájem i skaut týmu Philadelphia Flyers Inge Hammarström. Philadelphia měla právo volby jako čtvrtá (před Pittsburghem), ale místo Jágra tým vyvolal jméno Mike Ricci, který byl před draftem experty pasován jako číslo jedna. Hammarströmovi se totiž nepodařilo přehlasovat své americké kolegy (brali straku v hrsti). V roce 1991 a 1992 s „Tučňáky“ vyhrál Stanley Cup a stal se nejmladším hráčem v historii NHL (19 let), který vstřelil branku ve finálovém utkání Stanley Cupu.
V sezóně 1994/1995 vyhrál Jaromír Art Ross Trophy, která se uděluje nejlepšímu hráči kanadského bodování. V boji o ní remizoval s Ericem Lindrosem, a tak o výhře musel rozhodnout počet nastřílených branek. Ty rozhodly ve prospěch Jágra (Jágr – 32; Lindros – 29). Další rok Jágr vytvořil nový rekord počtu získaných kanadských bodů evropským hráčem – 149 a jeho 62 gólů a 87 asistencí se stalo dosavadním maximem jeho kariéry. Od sezóny 1997/1998 do sezóny 2000/2001 se Jágrovi podařilo získat 4 Art Ross Trophy v řadě. V roce 1999 obdržel Jaromír Jágr Hart Memorial Trophy, udělovanou novináři a funkcionáři NHL nejužitečnějšímu hráči soutěže, a Lester B. Pearson Award, která se také uděluje nejužitečnějšímu hráči, ale je volena hráči samotnými. V roce 1998 dovedl Jaromír Jágr českou hokejovou reprezentaci na olympijských hrách v Naganu až k vytouženému zlatu.
V sezóně 2000/2001 se Jaromír Jágr nemohl najít a nedařilo se mu. Zároveň musel čelit kritice svého vztahu s trenérem Ivanem Hlinkou.

### Washington Capitals (2001–2004)
Do Washingtonu byl vyměněn 11. července 2001 s Františkem Kučerou za Krise Beeche, Michala Sivka a Rosse Lupaschuka. Velká očekávání, která do něj Washington vkládal, však Jágr nenaplnil, a v lednu 2004 byl nakonec vyměněn do klubu New York Rangers.

### New York Rangers (2004–2008)

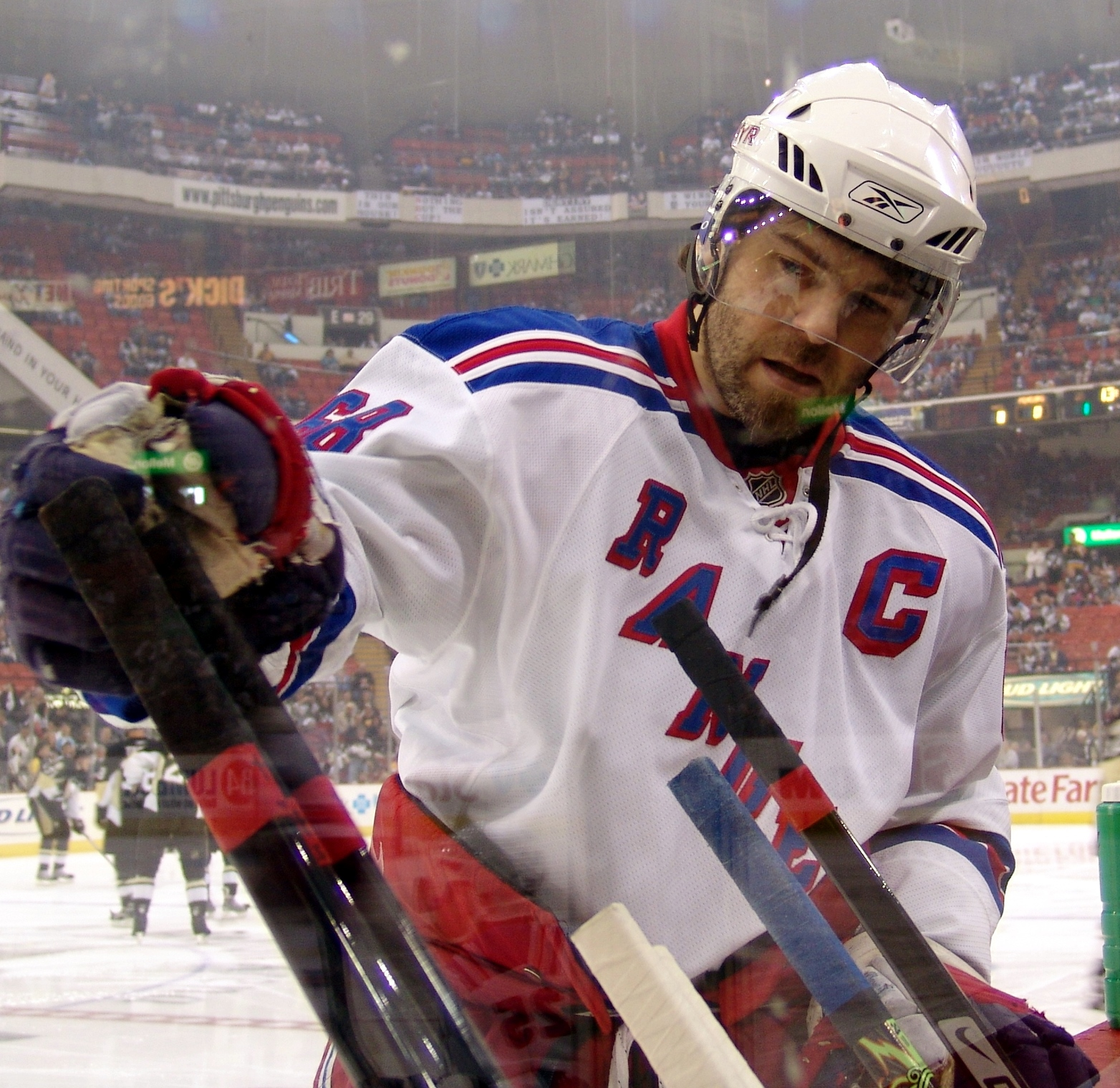
Jaromír Jágr v dresu New York Rangers (2008)

Během stávky v NHL v sezoně 2004/2005 hrál Jágr nejprve českou nejvyšší soutěž za HC Kladno a poté ruskou superligu za Avangard Omsk.
V sezoně 2005/2006, konkrétně 2. března 2006, se Jaromír Jágr stal nejlepším Evropanem v NHL, když v historické tabulce kanadského bodovaní dostihl Jariho Kurriho. K výhře 6:1 nad Philadelphií přispěl dvěma góly a jednou přihrávkou a tím zaokrouhlil svoji celkovou bilanci v NHL na 1400 bodů. V listopadu téhož roku ho vynesly další dva body za gól a asistenci do sítě Pittsburghu v historickém pořadí produktivity na 12. místo před Slováka Stana Mikitu. Jágr měl na kontě 1468 bodů a není tak už před ním žádný hokejista s evropskými kořeny.

### Avangard Omsk (2008–2011)

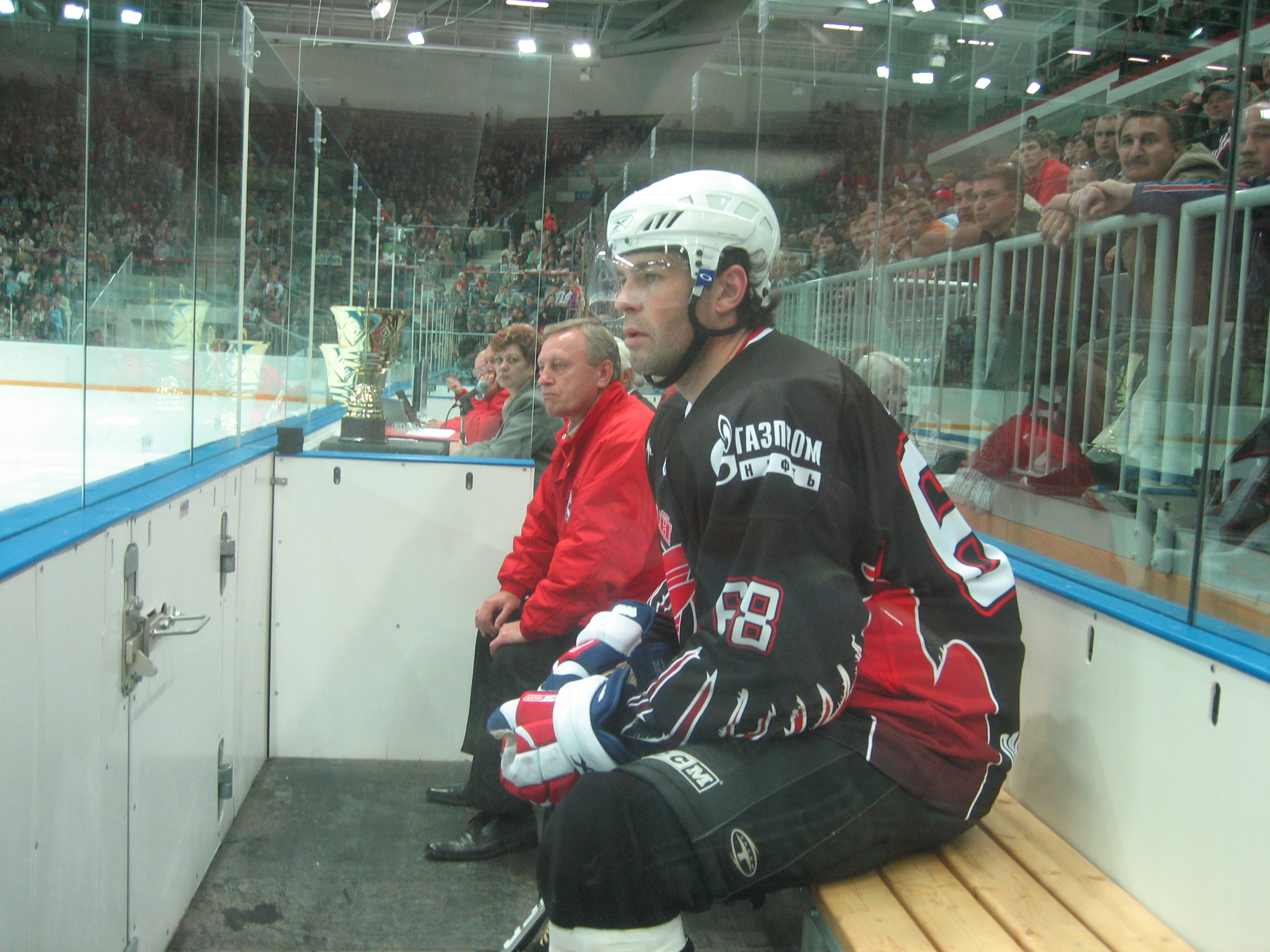
Jaromír Jágr v dresu Avangard Omsk (2008)

Dne 4. července 2008 Jaromír Jágr podepsal s vedením ruského týmu Avangard Omsk dvouletou smlouvu. Přešel tak do Kontinentální hokejové ligy.
Po dvouletém působení v ruském klubu se i přes spekulace o návratu do NHL rozhodl prodloužit kontrakt i o sezonu 2010/2011.

### Philadelphia Flyers (2011–2012)

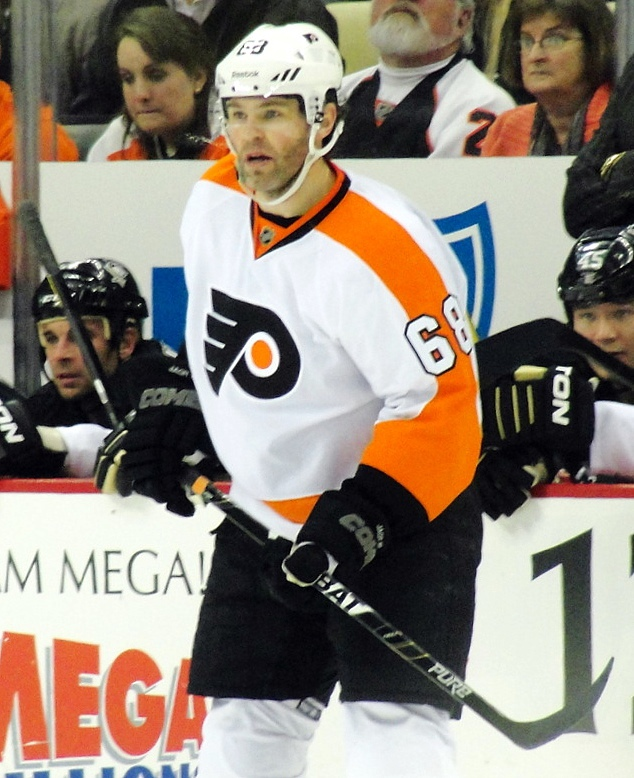
Jaromír Jágr v dresu Philadelphia Flyers (2011)

1. července 2011 podepsal Jágr jako volný hráč smlouvu s Philadelphií a po třech letech se vrátil do NHL. Ve 39 letech byl jedním z pěti nejstarších aktivních hráčů v NHL. V sezoně odehrál 73 utkání, v nichž si připsal 54 kanadských bodů.

### Dallas Stars (2012–2013)
Dne 4. července 2012 podepsal Jaromír Jágr, v té době již volný hráč, roční smlouvu s Dallas Stars za 4,55 milionů dolarů. V premiéře za Dallas si připsal 4 kanadské body (2+2). V dresu texaského klubu odehrál v základní části 34 utkání, v nichž vstřelil 14 branek a připsal si 12 asistencí.

### Boston Bruins (2013)

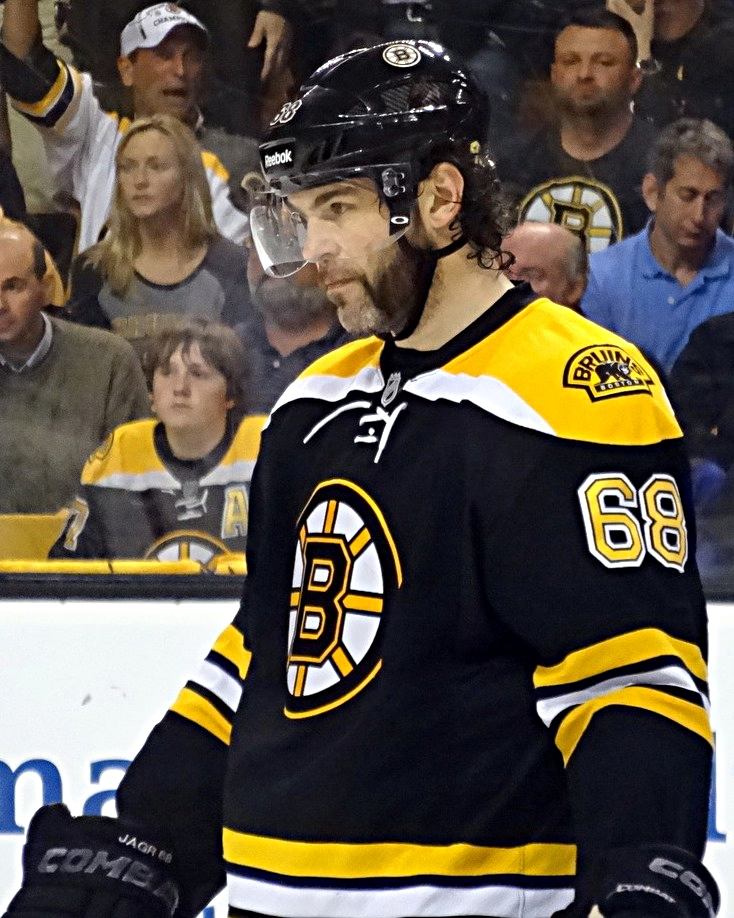
Jaromír Jágr v dresu Boston Bruins (2013)

Dne 2. dubna 2013 byl vyměněn do Boston Bruins za duo mladíků Lane MacDermid a Cody Payne spolu s dvěma volbami v draftu 2013. Jágr se tak po několika měsících v Dallasu vrátil do východní konference. V novém působišti se setkal mimo jiné i s krajanem Davidem Krejčím a se slovenským obráncem Zdenem Chárou, který byl kapitánem mužstva. S mužstvem došel až do finále Stanley Cupu, kde tým nestačil na Chicago Blackhawks, se kterým prohrál 2:4 na zápasy. Po konci sezony už mu vedení Bruins nenabídlo prodloužení smlouvy a Jágr si musel hledat nové angažmá.

### New Jersey Devils (2013–2015)

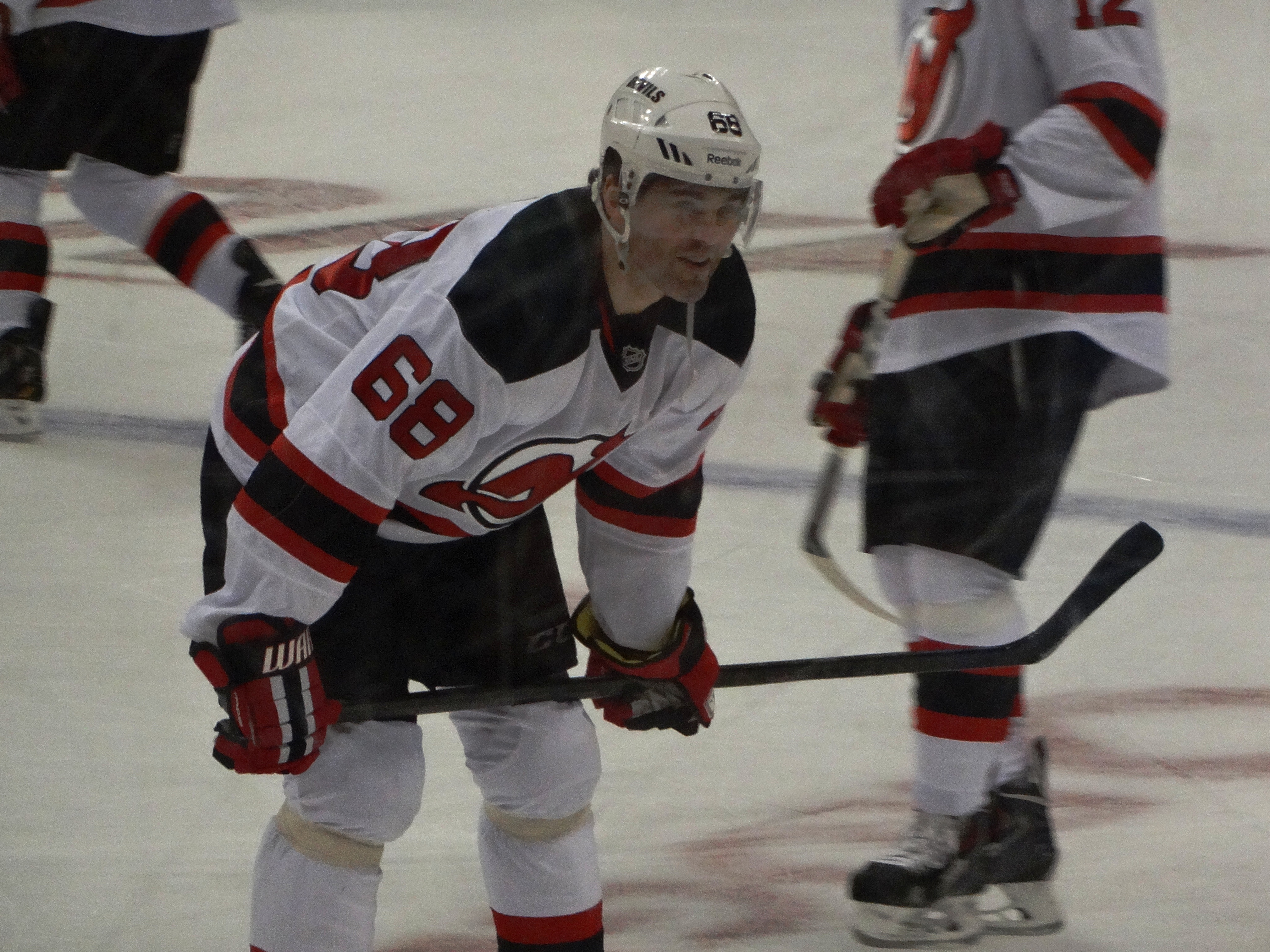
Jaromír Jágr v dresu New Jersey Devils (2013)

Dne 23. července 2013 podepsal Jágr roční smlouvu s týmem New Jersey Devils, kde se setkal s dalšími třemi českými hokejisty – Patrikem Eliášem, Markem Židlickým a Rostislavem Oleszem. V klubu zůstal i v následující sezóně 2014/2015.

### Florida Panthers (2015–2017)
Dne 26. února 2015 byl Jágr vyměněn z New Jersey do týmu Florida Panthers za volbu ve 2. kole draftu 2015 a podmíněnou volbu ve 3. kole draftu 2016. Kromě Floridy projevilo zájem o kladenského rodáka ještě šest jiných týmů. Generální manažer Panthers Dale Tallon se k přestupu vyjádřil následovně: „Jsme ti, co nakupují. Chceme vítězit a získávat trofeje. Dáváme dohromady jednotlivé kousky skládačky, jdeme krok po kroku. Doufáme, že Jaromír dovede náš tým do země zaslíbené“, následně ještě dodal: „Já bych ho chtěl vidět hrát za náš klub ještě rok nebo i dva. Jeho fyzička je nadále perfektní.“ Sám Jágr se k přestupu vyjádřil jasně: „Nemám problém s tím, že je to Florida. Každý zápas je kritický, hraje se o play-off. Ale i tohle patří k naší práci, beru to zase jako další výzvu.“ Na Floridě dohrál zbytek sezóny, po boku mladých útočníků Huberdeaua a Barkova začal sbírat body a pomohl týmu přiblížit se k pozicím pro postup do play off, kam se ovšem Panthers nedostali. Hned po skončení základní části se s týmem dohodl na nové roční smlouvě.
Dařilo se mu i v následujícím ročníku, v něm byl s 27 góly a 39 asistencemi nejproduktivnějším hráčem Floridy a zároveň nejlepším českým hokejistou sezóny. I díky jeho příspěvku se Florida probojovala do play off (teprve podruhé od roku 2000), kde narazila na New York Islanders. V něm však nenavázal na výkony předchozích týdnů a zaznamenal pouze dvě asistence. Ani týmu se příliš nedařilo a Panthers nakonec podlehli Islanders v prvním kole 2:4 na zápasy. O necelé dva týdny později oznámil nový, opět roční kontrakt s Floridou se základním platem 4 miliony dolarů. V červnu 2016 byl za svoji oddanost hokeji oceněn Bill Masterton Memorial Trophy, což byla jeho první individuální cena v NHL od roku 2006.
V další sezoně 2016/2017 se Jaromíru Jágrovi zpočátku nedařilo bodově prosadit, ale to se během několika zápasů změnilo. Dne 23. prosince 2016 se díky asistenci proti Bostonu osamostatnil na druhém místě historického pořadí kanadského bodování NHL. Český křídelník tak zaznamenal 1888. bod v kariéře (755+1133) a překonal Marka Messiera. Po sezóně, ve které získal 46 bodů, mu vypršela roční smlouva s Floridou a i přes ohlášená jednání nedošlo k jejímu obnovení. Dne 1. července 2017 se stal volným hráčem a následně generální manažer klubu Dale Tallon zveřejnil, že Jágr už na Floridě pokračovat nebude.

### Calgary Flames (2017–2018)
Během léta 2017 se objevovalo množství spekulací, kam Jágr v další sezóně zamíří. Sám preferoval NHL, s jejímiž týmy jeho agent vyjednával, reálná ale byla i možnost, že na začátku sezóny nastoupí za prvoligové Kladno. Dne 4. října 2017, těsně před začátkem dalšího ročníku NHL, nakonec podepsal s Calgary Flames roční kontrakt, který mu zaručil milion dolarů a další milion v bonusech. Poprvé v kariéře tak hrál za kanadský klub.
V Calgary se mu však příliš nedařilo. Do ročníku nastoupil se zpožděním, první tři zápasy vynechal, aby získal fyzičku. Na ledě poté nedostával takový prostor jako v předchozích letech, navíc se potýkal se zraněními třísel a kolena, takže do konce roku 2017 odehrál pouze 22 zápasů (z 39 možných), ve kterých zaznamenal jeden gól a šest asistencí. Naposledy za Calgary nastoupil 31. prosince 2017, v následujících týdnech nehrál kvůli opakujícím se zdravotním potížím. Klub jej na konci ledna 2018 umístil na listinu volných hráčů, což předznamenává přeřazení hokejisty na farmu, nebo do Evropy. Protože Jágra žádný jiný klub NHL neangažoval, vrátil se do rodného Kladna, jehož je také majitelem. Jeho roční smlouva s Calgary však nadále zůstala v platnosti.

### Rytíři Kladno (od 2018)

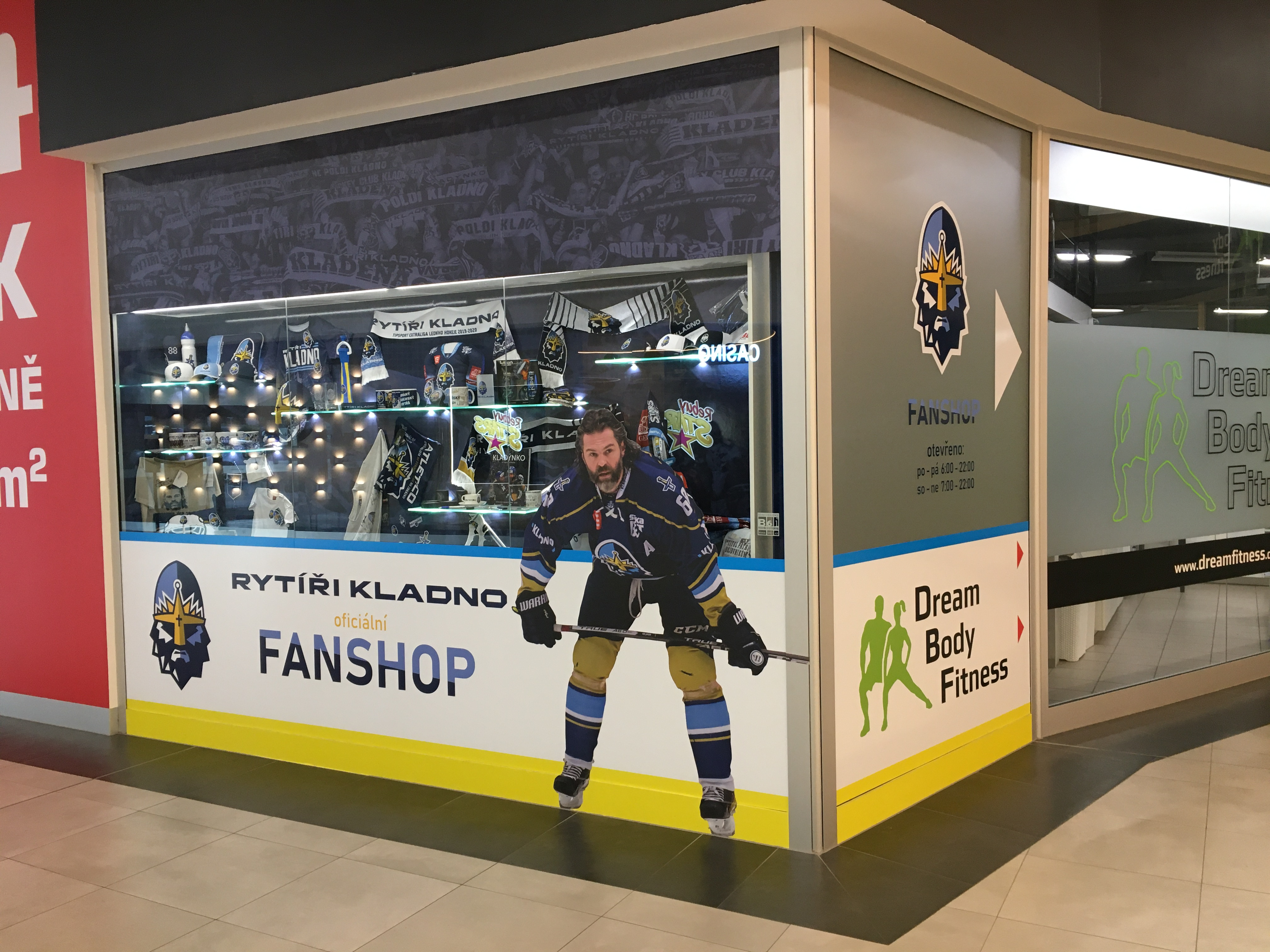
Fanshop Rytíři Kladno s Jaromírem Jágrem (2020)

Na konci ledna 2018 se Jágr vrátil do Česka, kde 31. ledna podepsal smlouvu s Kladnem. Zároveň uvedl, že pokud by Kladno nepostoupilo do extraligové baráže, pomohl by Třinci v extraligovém play off. I přes nejistotu ohledně stavu kolena nastoupil hned v nejbližším prvoligovém zápase proti Benátkám nad Jizerou, který se uskutečnil 3. února. Kvůli velkému zájmu diváků bylo utkání přesunuto z Benátek do Liberce. Za domácí navíc nastoupil jeho kamarád Petr Nedvěd, který ukončil kariéru již v roce 2014 a který zápas bral jako rozloučení se svou kariérou. Jágr v utkání třikrát asistoval.
V sezóně 2018/2019 se Kladno umístilo na druhém místě 1. ligy a probojovalo se do baráže. V ní si poprvé od roku 2014 zajistilo postup do Extraligy 2019/2020. V desátém barážovém kole proti Motoru České Budějovice Jágr vstřelil všechny čtyři branky a zajistil tak výhru svého týmu 4:2.

## Reprezentační kariéra

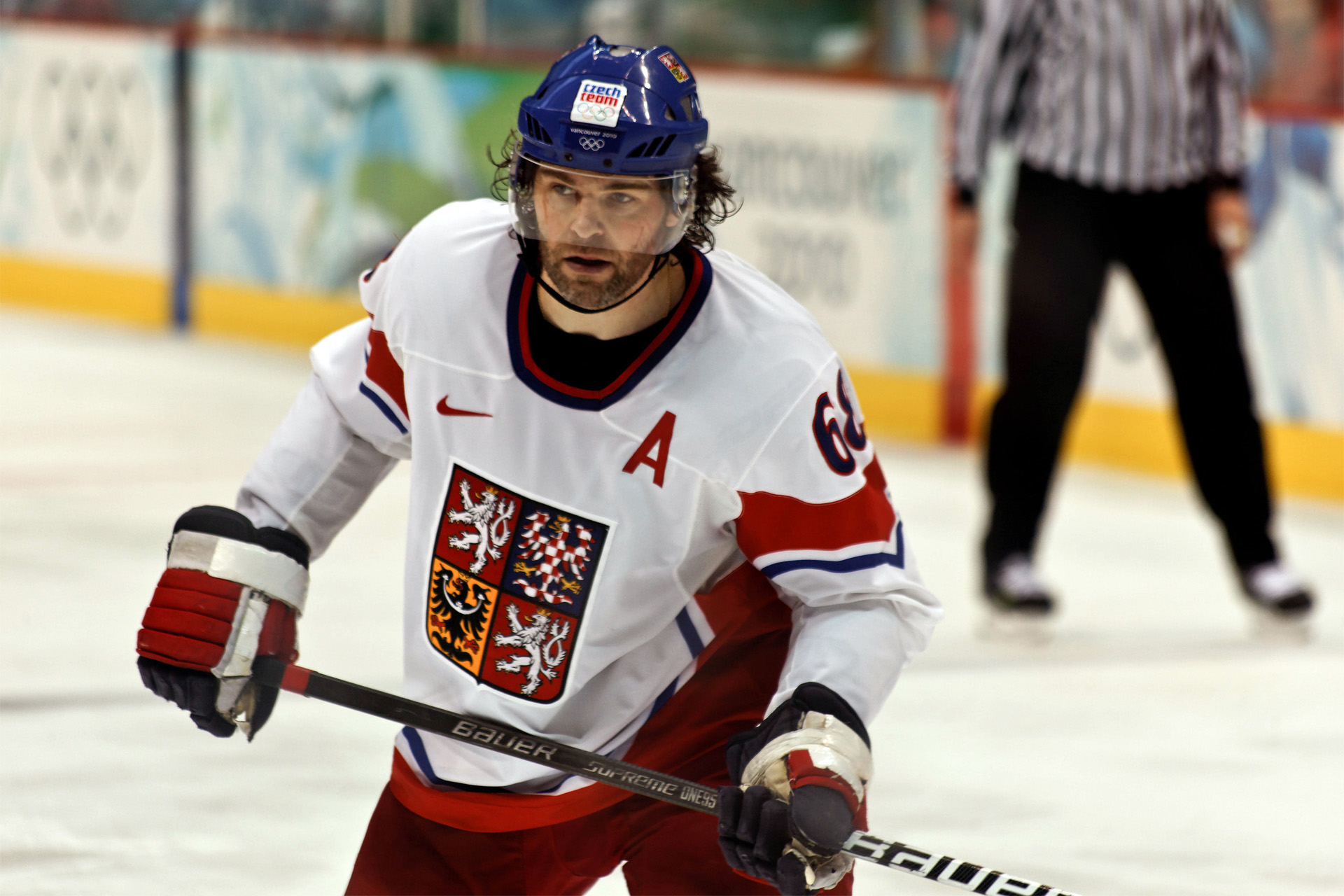
Jaromír Jágr na OH 2010

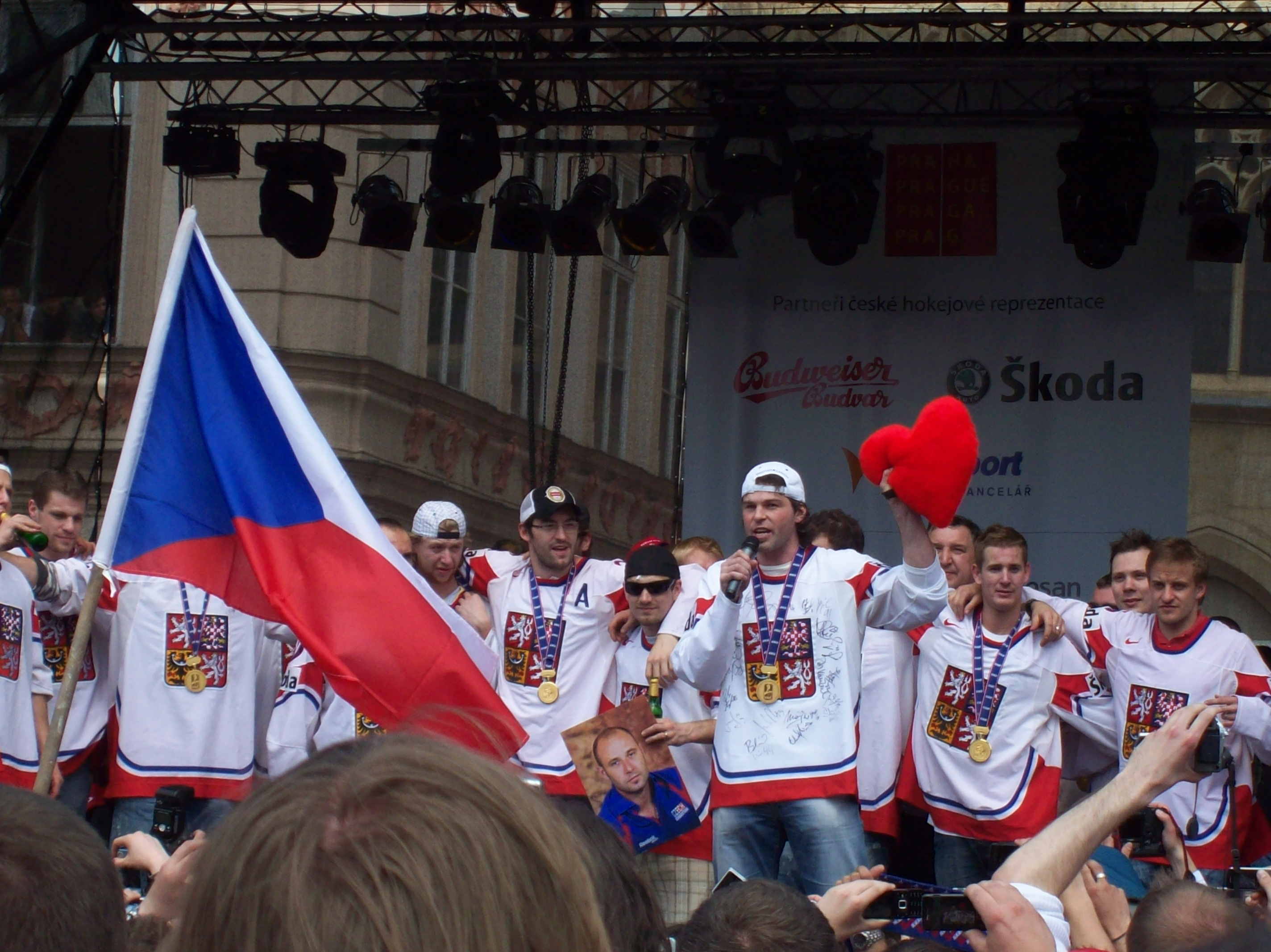
Jaromír Jágr hovoří k fanouškům den po skončení MS 2010 (Praha, Staroměstské náměstí, 24. května 2010)

První neoficiální reprezentační zápas odehrál Jaromír Jágr 11. září 1989 proti Calgary Flames.
Jeho reprezentační kariéra začala 2. listopadu 1989 v Praze v přátelském utkání proti SSSR (1:2). Hráč jako junior získal stříbro na Mistrovství Evropy do 18 let 1989 v SSSR a bronz na juniorském světovém šampionátu 1990 ve Finsku. Na velké mezinárodní akci se v mužské kategorii Jágr poprvé objevil při Mistrovství světa ve Švýcarsku 1990, kde zaujal v útoku s dalšími mladíky – Robertem Reichelem a Robertem Holíkem. Československý výběr zde vybojoval bronzové medaile. Za Československo se představil ještě při Kanadském poháru 1991, kde však národní tým obsadil poslední šesté místo.
Za samostatnou českou reprezentaci poprvé hrál na Mistrovství světa v Itálii 1994, kdy po vyřazení z play off NHL přiletěl se spoluhráčem z Pittsburghu Martinem Strakou. Mužstvu však příliš nepomohli od vyřazení ve čtvrtfinále s Kanadou, po kterém celek obsadil nelichotivé sedmé místo. O dva roky později byl Jágr i u neúspěchu na Světovém poháru 1996.
V roce 1998 přicestoval na Olympijské hry do japonského Nagana, kde poprvé v historii díky přerušení NHL hrály nejlepší výběry jednotlivých zemí a Česká republika zde slavila historicky poprvé zlatou medaili. Na Olympijských hrách v americkém Salt Lake City v roce 2002 bylo mužstvo vyřazeno ve čtvrtfinále Ruskem. Stejný soupeř opět ve čtvrtfinále vyřadil český výběr i na Mistrovství světa ve Švédsku 2002, kde se Jágr rovněž představil díky neúčasti jeho Washingtonu v play off NHL.
Počtvrté v kariéře si Jágr zahrál na mistrovství světa v roce 2004, které se konalo v Česku. I tentokrát byl tým vyřazen ve čtvrtfinále po samostatných nájezdech s USA. Trofej pro mistry světa tedy získal až o rok později při šampionátu ve Vídni, kde díky výluce v NHL nastoupily velmi silně složené týmy. Mezitím hrál i na Světovém poháru 2004, kde byl český tým vyřazen v semifinále. Po Olympijských hrách v Turíně 2006, kde český výběr získal bronz, Jágr prohlásil, že za reprezentaci bude hrát až po ukončení kariéry v NHL.
Nejproduktivnější evropský hráč v dějinách NHL tuto ligu opustil v roce 2008 a v nejbližších následujících letech nechyběl na žádné velké akci – zúčastnil se MS 2009 ve Švýcarsku, OH 2010 ve Vancouveru, zlatého MS 2010 v Německu i MS 2011 na Slovensku. Ačkoliv hrál v reprezentaci od roku 1989, svůj první hattrick zaznamenal až v roce 2011 na Mistrovství světa na Slovensku ve čtvrtfinálovém zápase proti USA, které český tým vyhrál 4:0. Na MS 2011 byl také vyhlášen nejlepším útočníkem podle direktoriátu turnaje a členem All-star Teamu sestavovaného sportovními novináři. Po prohraném duelu o bronz na MS 2014 v Minsku oznámil ve 42 letech svůj konec v reprezentačním týmu, leč toto rozhodnutí ještě před domácím MS 2015, konaném v Praze a v Ostravě, přehodnotil. Na tomto šampionátu si Jágr připsal 9 bodů za 6 gólů a 3 asistence a stal se tak po Jakubu Voráčkovi druhým nejproduktivnějším hráčem českého výběru. Po šampionátu byl zvolen Nejužitečnějším hráčem (MVP) a také do All-star Teamu turnaje a následně oznámil ukončení reprezentační kariéry.
Trenéři národního týmu mu nabízeli možnost účasti na Mistrovství světa 2016, Jágr se ale po vypadnutí Floridy v prvním kole play off omluvil s odkazem na náročnou sezónu a celkovou únavu. Podobnou možnost měl i pro Světový pohár, ale i v tomto případě se na konci května 2016 rozhodl záporně.

## Další aktivity
Jágr od 90. let účinkoval v řadě reklam, v roce 2016 se stal tváří společnosti Klenoty Aurum a mobilů značky Huawei. Ve stejném roce vystoupil také v hudebním klipu Ewy Farné „Na ostří nože“.
Jaromír Jágr je členem Národní rady pro sport v rámci Národní sportovní agentury v oboru Olympijské sporty – zimní.

## Úspěchy

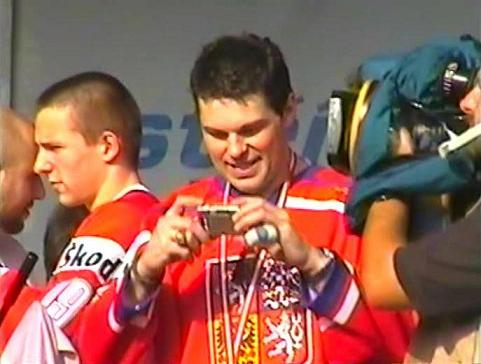
Jaromír Jágr jako mistr světa 2005

Mezi Jágrovy největší úspěchy patří zlato z olympiády v Naganu 1998, zisk dvou Stanley Cupů, zlata z Mistrovství světa 2005 a 2010, Art Ross Trophy pro nejproduktivnějšího hráče NHL, kterou získal pětkrát, a Hart Memorial Trophy pro nejužitečnějšího hráče za ročník 1998–99.
V roce 2005 byl v anketě českého Klubu sportovních novinářů zvolen Sportovcem roku a zároveň se tento rok spolu s Jiřím Šlégrem stal členem Triple Gold Clubu, jenž sdružuje hráče, kteří vyhráli všechny tři hlavní hokejové turnaje – Stanley Cup, olympijské hry a mistrovství světa. Je nejvýše postaveným hráčem kanadského bodování NHL, kterému se toto povedlo (Wayne Gretzky, který je jediným hráčem v historické statistice kanadského bodování v NHL před Jágrem, nikdy nevyhrál olympijské hry ani mistrovství světa).
Dne 22. ledna 2006 se stal vítězem ankety nejlepší sportovec světa na portálu Seznam. Byl rovněž vlajkonošem na ZOH 2010 ve Vancouveru.
U příležitosti 100. výročí NHL byl v lednu 2017 vybrán jako jeden ze sta nejlepších hráčů historie ligy. V anketě pořádané v roce 2020 na oficiálních webových stránkách NHL.com zvolilo třináct předních hokejových expertů Jaromíra Jágra nejlepším pravým křídlem otevřené éry NHL (tj. od roku 1967).
Dne 18. února 2024 klub Pittsburgh Penguins ocenil působení Jaromíra Jágra slavnostním vyřazením a vyvěšením dresu s číslem 68 pod strop haly PPG Paints Arena. Takovéto pocty se mu dostalo jako třetímu hráči v historii Pittsburghu a jako čtvrtému českému hokejistovi v NHL. Starosta města Pittsburgh Ed Gainey označil ten den za Jaromir Jagr Day, tedy Den Jaromíra Jágra.

### Individuální
- Art Ross Trophy (vítěz kanadského bodování) – 1995, 1998, 1999, 2000, 2001
- Hart Memorial Trophy (nejužitečnější hráč ligy) – 1999[59]
- Lester B. Pearson Award (nejužitečnější hráč ligy dle hlasování hráčů) – 1999, 2000, 2006[60]
- Bill Masterton Memorial Trophy (za oddanost hokeji) – 2016
- Zlatá hokejka (nejlepší český hokejista) – 1995, 1996, 1999, 2000, 2002, 2005, 2006, 2007, 2008, 2011, 2014, 2016
- Člen prvního NHL All-Star Teamu – 1995, 1996, 1998, 1999, 2000, 2001, 2006
- Člen druhého NHL All–Star Teamu – 1997
- Člen NHL All-Rookie Teamu – 1991
- Michel Briere Memorial Rookie of the Year Trophy (trofej pro nejlepšího nováčka týmu Pittsburgh Penguins) – 1991
- Člen All-Star Teamu na MS 20 1990
- Člen All-Star Teamu na mistrovství světa 2004, 2005, 2011 a 2015
- Nejužitečnější hráč Mistrovství světa v ledním hokeji 2015
- od roku 2008 člen Síně slávy českého hokeje
- Medaile Za zásluhy II. stupně – za zásluhy o stát v oblasti sportu – 2010[61]
- Medaile Za zásluhy I. stupně – za zásluhy o stát v oblasti sportu – 2019[62]
- od roku 2024 člen Síně slávy IIHF[63]

## Rekordy

### Mistrovství světa
- Nejvíce kanadských bodů na mistrovství světa juniorů pro hráče mladšího 18 let (18 bodů v roce 1990)[64]
- Nejstarší střelec gólu (43 let a 88 dní)

### NHL
- Nejvíce asistencí ve finále Stanley Cupu (1991) v kategorii nováček – 5
- Nejvíce kanadských bodů základní části na pozici pravé křídlo (1995–96) – 149
- Nejvíce asistencí v základní části na pozici pravé křídlo (1995–96) – 87
- Nejvíce kanadských bodů v základní části získaných evropským hráčem (1995–96) – 149
- Nejvíce kanadských bodů v základní části získaných nekanadským hráčem (1995–96) – 149
- Nejvíce kanadských bodů získaných za celou kariéru hráčem, který začal kariéru v Evropě – 1802 (na konci sezóny 2014–15)
- Nejvíce gólů nastřílených za celou kariéru hráčem, který začal kariéru v Evropě – 722 (na konci sezóny 2014–15)
- Nejvíce kanadských bodů získaných za celou kariéru hráčem narozeným v Evropě – 1802 (na konci sezóny 2014–15)
- Nejvíce gólů v prodloužení – 19 (na konci sezóny 2015–16)
- Nejvíce sezón v řadě s minimálně 30 nastřílenými brankami (1991–2007) – 15 (včetně zkrácené sezóny 1994–95, 48 zápasů)
- Nejvíce sezón v řadě s minimálně 70 kanadskými body – 15 (včetně zkrácené sezóny 1994–95, 48 zápasů)
- Nejvíce hokejových stadionů, kde se hráči podařilo vstřelit gól – 53
- Nejvyšší věk v okamžiku vstřelení hattricku – 42 let a 322 dnů[65] (od 3. ledna 2015)[66]
- Nejvíce vítězných gólů – 135

### New York Rangers
- Nejvíce gólů v základní části nastřílených hráčem New York Rangers (2005–06) – 54
- Nejvíce kanadských bodů v základní části získaných hráčem New York Rangers (2005–06) – 123
- Nejvíce přesilovkových gólů nastřílených v základní části hráčem New York Rangers (2005–06) – 24
- Nejvíce střel na branku vyslaných v základní části hráčem New York Rangers (2005–06) – 368
- Nejvíce vítězných gólů nastřílených v základní části hráčem New York Rangers (2005–06) – 9 (sdíleno s Markem Messierem 1996–97 a Donem Murdochem 1980–81)
- Nejvíce gólů v základní části nastřílených pravým křídlem New York Rangers (2005–06) – 54
- Nejvíce dosažených asistencí v základní části pravým křídlem New York Rangers (2005–06) – 69
- Nejvíce získaných bodů v základní části pravým křídlem New York Rangers (2005–06) – 123

## Statistiky

### Základní část NHL
Stav po sezóně 2023/2024
- Počet zápasů – 1733 (4. místo v celé historii NHL)
- Počet gólů – 766 (4. místo v celé historii NHL)
- Počet asistencí – 1155 (5. místo v celé historii NHL)
- Počet kanadských bodů – 1921 (2. místo v celé historii NHL)

### Play off NHL
Stav po sezóně 2023/2024
- Počet zápasů – 208 (16.–17. místo v celé historii NHL)
- Počet gólů – 78 (11. místo v celé historii NHL)
- Počet asistencí – 123 (10. místo v celé historii NHL)
- Počet kanadských bodů – 201 (5.–6. místo v celé historii NHL)

Český rekord v počtu kanadských bodů v NHL v jednom zápase – 7 (3 branky, 4 asistence)
- 30. 12. 1999 Pittsburgh Penguins – New York Islanders 9 : 3
- 11. 1. 2003 Washington Capitals – Florida Panthers 12 : 2

### Klubové statistiky
| Sezóna         | Klub                | Soutěž         |      | Základní část | Základní část | Základní část | Základní část | Základní část |    | Play off | Play off | Play off | Play off | Play off |
| Sezóna         | Klub                | Soutěž         | Z    | G             | A             | B             | TM            | Z             | G  | A        | B        | TM       |          |          |
| 1984–85        | PZ Kladno           | ČSHL-16        | 34   | 24            | 17            | 41            | —             | —             | —  | —        | —        | —        |          |          |
| 1985–86        | PZ Kladno           | ČSHL-16        | 36   | 41            | 29            | 70            | —             | —             | —  | —        | —        | —        |          |          |
| 1986–87        | PZ Kladno           | ČSHL-18        | 30   | 35            | 35            | 70            | —             | —             | —  | —        | —        | —        |          |          |
| 1987–88        | PZ Kladno           | ČSHL-18        | 35   | 57            | 27            | 84            | —             | —             | —  | —        | —        | —        |          |          |
| 1988–89        | Poldi SONP Kladno   | ČSHL           | 29   | 3             | 3             | 6             | 4             | 10            | 5  | 7        | 12       | 0        |          |          |
| 1989–90        | Poldi SONP Kladno   | ČSHL           | 42   | 22            | 28            | 50            | —             | 9             | 8  | 2        | 10       | —        |          |          |
| 1990–91        | Pittsburgh Penguins | NHL            | 80   | 27            | 30            | 57            | 42            | 24            | 3  | 10       | 13       | 6        |          |          |
| 1991–92        | Pittsburgh Penguins | NHL            | 70   | 32            | 37            | 69            | 34            | 21            | 11 | 13       | 24       | 6        |          |          |
| 1992–93        | Pittsburgh Penguins | NHL            | 81   | 34            | 60            | 94            | 61            | 12            | 5  | 4        | 9        | 23       |          |          |
| 1993–94        | Pittsburgh Penguins | NHL            | 80   | 32            | 67            | 99            | 61            | 6             | 2  | 4        | 6        | 16       |          |          |
| 1994–95        | HC Kladno           | ČHL            | 11   | 8             | 14            | 22            | 10            | —             | —  | —        | —        | —        |          |          |
| 1994–95        | HC Bolzano          | LIHG           | 6    | 8             | 8             | 16            | 4             | —             | —  | —        | —        | —        |          |          |
| 1994–95        | Schalker Haie       | 2.Bun          | 1    | 1             | 10            | 11            | 0             | —             | —  | —        | —        | —        |          |          |
| 1994–95        | Pittsburgh Penguins | NHL            | 48   | 32            | 38            | 70            | 37            | 12            | 10 | 5        | 15       | 6        |          |          |
| 1995–96        | Pittsburgh Penguins | NHL            | 82   | 62            | 87            | 149           | 96            | 18            | 11 | 12       | 23       | 18       |          |          |
| 1996–97        | Pittsburgh Penguins | NHL            | 63   | 47            | 48            | 95            | 40            | 5             | 4  | 4        | 8        | 4        |          |          |
| 1997–98        | Pittsburgh Penguins | NHL            | 77   | 35            | 67            | 102           | 64            | 6             | 4  | 5        | 9        | 2        |          |          |
| 1998–99        | Pittsburgh Penguins | NHL            | 81   | 44            | 83            | 127           | 66            | 9             | 5  | 7        | 12       | 16       |          |          |
| 1999–00        | Pittsburgh Penguins | NHL            | 63   | 42            | 54            | 96            | 50            | 11            | 8  | 8        | 16       | 6        |          |          |
| 2000–01        | Pittsburgh Penguins | NHL            | 81   | 52            | 69            | 121           | 42            | 16            | 2  | 10       | 12       | 18       |          |          |
| 2001–02        | Washington Capitals | NHL            | 69   | 31            | 48            | 79            | 30            | —             | —  | —        | —        | —        |          |          |
| 2002–03        | Washington Capitals | NHL            | 75   | 36            | 41            | 77            | 38            | 6             | 2  | 5        | 7        | 2        |          |          |
| 2003–04        | Washington Capitals | NHL            | 46   | 16            | 29            | 45            | 26            | —             | —  | —        | —        | —        |          |          |
| 2003–04        | New York Rangers    | NHL            | 31   | 15            | 14            | 29            | 12            | —             | —  | —        | —        | —        |          |          |
| 2004–05        | HC Kladno           | ČHL            | 17   | 11            | 17            | 28            | 16            | —             | —  | —        | —        | —        |          |          |
| 2004–05        | Avangard Omsk       | RSL            | 32   | 16            | 22            | 38            | 63            | 11            | 4  | 10       | 14       | 22       |          |          |
| 2005–06        | New York Rangers    | NHL            | 82   | 54            | 69            | 123           | 72            | 3             | 0  | 1        | 1        | 2        |          |          |
| 2006–07        | New York Rangers    | NHL            | 82   | 30            | 66            | 96            | 78            | 10            | 5  | 6        | 11       | 12       |          |          |
| 2007–08        | New York Rangers    | NHL            | 82   | 25            | 46            | 71            | 58            | 10            | 5  | 10       | 15       | 12       |          |          |
| 2008–09        | Avangard Omsk       | KHL            | 55   | 25            | 28            | 53            | 62            | 9             | 4  | 5        | 9        | 4        |          |          |
| 2009–10        | Avangard Omsk       | KHL            | 51   | 22            | 20            | 42            | 50            | 3             | 1  | 1        | 2        | 0        |          |          |
| 2010–11        | Avangard Omsk       | KHL            | 49   | 19            | 31            | 50            | 48            | 14            | 2  | 7        | 9        | 8        |          |          |
| 2011–12        | Philadelphia Flyers | NHL            | 73   | 19            | 35            | 54            | 30            | 11            | 1  | 7        | 8        | 2        |          |          |
| 2012–13        | HC Kladno           | ČHL            | 34   | 24            | 33            | 57            | 28            | —             | —  | —        | —        | —        |          |          |
| 2012–13        | Dallas Stars        | NHL            | 34   | 14            | 12            | 26            | 20            | —             | —  | —        | —        | —        |          |          |
| 2012–13        | Boston Bruins       | NHL            | 11   | 2             | 7             | 9             | 2             | 22            | 0  | 10       | 10       | 8        |          |          |
| 2013–14        | New Jersey Devils   | NHL            | 82   | 24            | 43            | 67            | 46            | —             | —  | —        | —        | —        |          |          |
| 2014–15        | New Jersey Devils   | NHL            | 57   | 11            | 18            | 29            | 42            | —             | —  | —        | —        | —        |          |          |
| 2014–15        | Florida Panthers    | NHL            | 20   | 6             | 12            | 18            | 6             | —             | —  | —        | —        | —        |          |          |
| 2015–16        | Florida Panthers    | NHL            | 79   | 27            | 39            | 66            | 48            | 6             | 0  | 2        | 2        | 4        |          |          |
| 2016–17        | Florida Panthers    | NHL            | 82   | 16            | 30            | 46            | 56            | —             | —  | —        | —        | —        |          |          |
| 2017–18        | Calgary Flames      | NHL            | 22   | 1             | 6             | 7             | 10            | —             | —  | —        | —        | —        |          |          |
| 2017–18        | Rytíři Kladno       | 1.ČHL          | 5    | 0             | 4             | 4             | 0             | 10            | 0  | 0        | 0        | 0        |          |          |
| 2018–19        | Rytíři Kladno       | 1.ČHL          | 4    | 1             | 3             | 4             | 4             | 8             | 2  | 3        | 5        | 16       |          |          |
| 2018–19        | Rytíři Kladno       | ČHL/baráž      | 11   | 10            | 3             | 13            | 4             | —             | —  | —        | —        | —        |          |          |
| 2019–20        | Rytíři Kladno       | ČHL            | 38   | 15            | 14            | 29            | 28            | —             | —  | —        | —        | —        |          |          |
| 2020–21        | Rytíři Kladno       | 1.ČHL          | 19   | 2             | 10            | 12            | 8             | 16            | 2  | 8        | 10       | 8        |          |          |
| 2021–22        | Rytíři Kladno       | ČHL            | 43   | 8             | 11            | 19            | 20            | —             | —  | —        | —        | —        |          |          |
| 2021–22        | Rytíři Kladno       | ČHL/baráž      | 5    | 0             | 2             | 2             | 0             | —             | —  | —        | —        | —        |          |          |
| 2022–23        | Rytíři Kladno       | ČHL            | 26   | 5             | 9             | 14            | 16            | —             | —  | —        | —        | —        |          |          |
| 2022–23        | Rytíři Kladno       | ČHL/baráž      | 4    | 0             | 0             | 0             | 2             | —             | —  | —        | —        | —        |          |          |
| 2023–24        | Rytíři Kladno       | ČHL            | 15   | 0             | 4             | 4             | 10            | —             | —  | —        | —        | —        |          |          |
| 2023–24        | Rytíři Kladno       | ČHL/baráž      | 3    | 1             | 1             | 2             | 0             | —             | —  | —        | —        | —        |          |          |
| 2024–25        | Rytíři Kladno       | ČHL            | 39   | 5             | 11            | 16            | 16            | —             | —  | —        | —        | —        |          |          |
| RSL/KHL celkem | RSL/KHL celkem      | RSL/KHL celkem | 187  | 82            | 101           | 183           | 223           | 37            | 11 | 23       | 34       | 34       |          |          |
| NHL celkem     | NHL celkem          | NHL celkem     | 1733 | 766           | 1155          | 1921          | 1167          | 208           | 78 | 123      | 201      | 163      |          |          |

## Reprezentace
| Rok                       | Tým                       | Soutěž                    | Z  | G  | A  | B  | TM |
| ------------------------- | ------------------------- | ------------------------- | -- | -- | -- | -- | -- |
| 1989                      | Československo 18         | ME 18                     | 5  | 8  | 4  | 12 | 2  |
| 1990                      | Československo 20         | MS 20                     | 7  | 5  | 13 | 18 | 6  |
| 1990                      | Československo            | MS                        | 10 | 3  | 2  | 5  | 2  |
| 1991                      | Československo            | KP                        | 5  | 1  | 0  | 1  | 0  |
| 1994                      | Česko                     | MS                        | 3  | 0  | 2  | 2  | 2  |
| 1996                      | Česko                     | SP                        | 3  | 1  | 0  | 1  | 2  |
| 1998                      | Česko                     | OH                        | 6  | 1  | 4  | 5  | 2  |
| 2002                      | Česko                     | OH                        | 4  | 2  | 3  | 5  | 4  |
| 2002                      | Česko                     | MS                        | 7  | 4  | 4  | 8  | 2  |
| 2004                      | Česko                     | MS                        | 7  | 5  | 4  | 9  | 6  |
| 2004                      | Česko                     | SP                        | 5  | 1  | 1  | 2  | 2  |
| 2005                      | Česko                     | MS                        | 8  | 2  | 7  | 9  | 2  |
| 2006                      | Česko                     | OH                        | 8  | 2  | 5  | 7  | 6  |
| 2009                      | Česko                     | MS                        | 7  | 3  | 6  | 9  | 6  |
| 2010                      | Česko                     | OH                        | 5  | 2  | 1  | 3  | 6  |
| 2010                      | Česko                     | MS                        | 9  | 3  | 4  | 7  | 12 |
| 2011                      | Česko                     | MS                        | 9  | 5  | 4  | 9  | 4  |
| 2014                      | Česko                     | OH                        | 5  | 2  | 1  | 3  | 2  |
| 2014                      | Česko                     | MS                        | 10 | 4  | 4  | 8  | 14 |
| 2015                      | Česko                     | MS                        | 10 | 6  | 3  | 9  | 8  |
| Mistrovství světa 10×     | Mistrovství světa 10×     | Mistrovství světa 10×     | 80 | 35 | 40 | 75 | 58 |
| Olympijské hry 5×         | Olympijské hry 5×         | Olympijské hry 5×         | 28 | 9  | 14 | 23 | 20 |
| Kanadský/Světový pohár 3× | Kanadský/Světový pohár 3× | Kanadský/Světový pohár 3× | 13 | 3  | 1  | 4  | 4  |